# Croce (miejscowość)
Croce (kors. A Croce d'Ampugnani) to osada i gmina we Francji, w regionie Korsyka, w departamencie Górna Korsyka.
Według danych na rok 1990 gminę zamieszkiwało 78 osób, a gęstość zaludnienia wynosiła 12 osób/km².